# Komisja Infrastruktury (Senat)
Komisja Infrastruktury – stała komisja IX i X kadencji senatu. Przedmiotem działania komisji są: gospodarka przestrzenna i mieszkaniowa, budownictwo, transport, łączność, informatyzacja oraz gospodarka morska.

## Prezydium komisji w Senacie XI kadencji
- Jan Hamerski (PiS) – przewodniczący komisji
- Anna Górska (Lewica) – zastępczyni przewodniczącego
- Ryszard Świlski (KO) – zastępca przewodniczącego

## Członkowie komisji w Senacie X kadencji[2]
- Jan Hamerski (PiS) – przewodniczący komisji
- Artur Dunin (KO) – zastępca przewodniczącego,
- Stanisław Lamczyk (KO) – zastępca przewodniczącego,
- Halina Bieda (KO),
- Wiesław Dobkowski (PiS),
- Stanisław Ożóg (PiS),
- Jadwiga Rotnicka (KO),
- Ryszard Świlski (KO),
- Alicja Zając (PiS).

## Prezydium komisji w Senacie IX kadencji[3]
- Andrzej Misiołek (PiS) – przewodniczący komisji (od 21.12.2017)
- Wiesław Dobkowski (PiS) – zastępstwa przewodniczącego
- Piotr Florek (PO)  – zastępstwa przewodniczącego (od 18.01.2018)
- Maciej Grubski (PO)  – zastępstwa przewodniczącego (do 16.12.2015)
- Stanisław Kogut (PiS) – przewodniczący komisji (do 21.12.2017)

## Źródła
Komisja Infrastruktury senat.gov.pl [dostęp 2023-12-18]